# Hydra-70

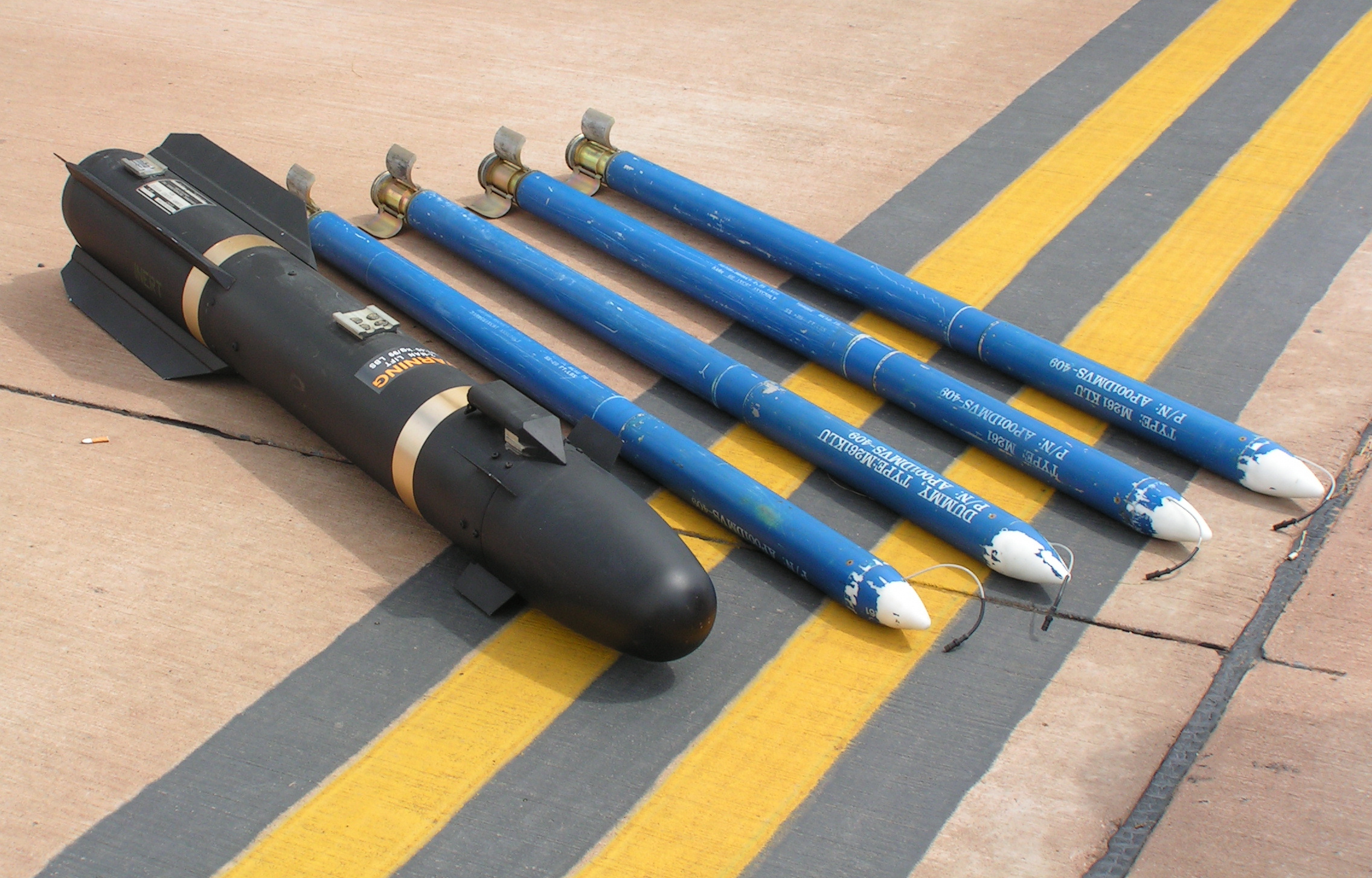
Quatre roquettes Hydra-70 et un missile AGM-114 Hellfire.

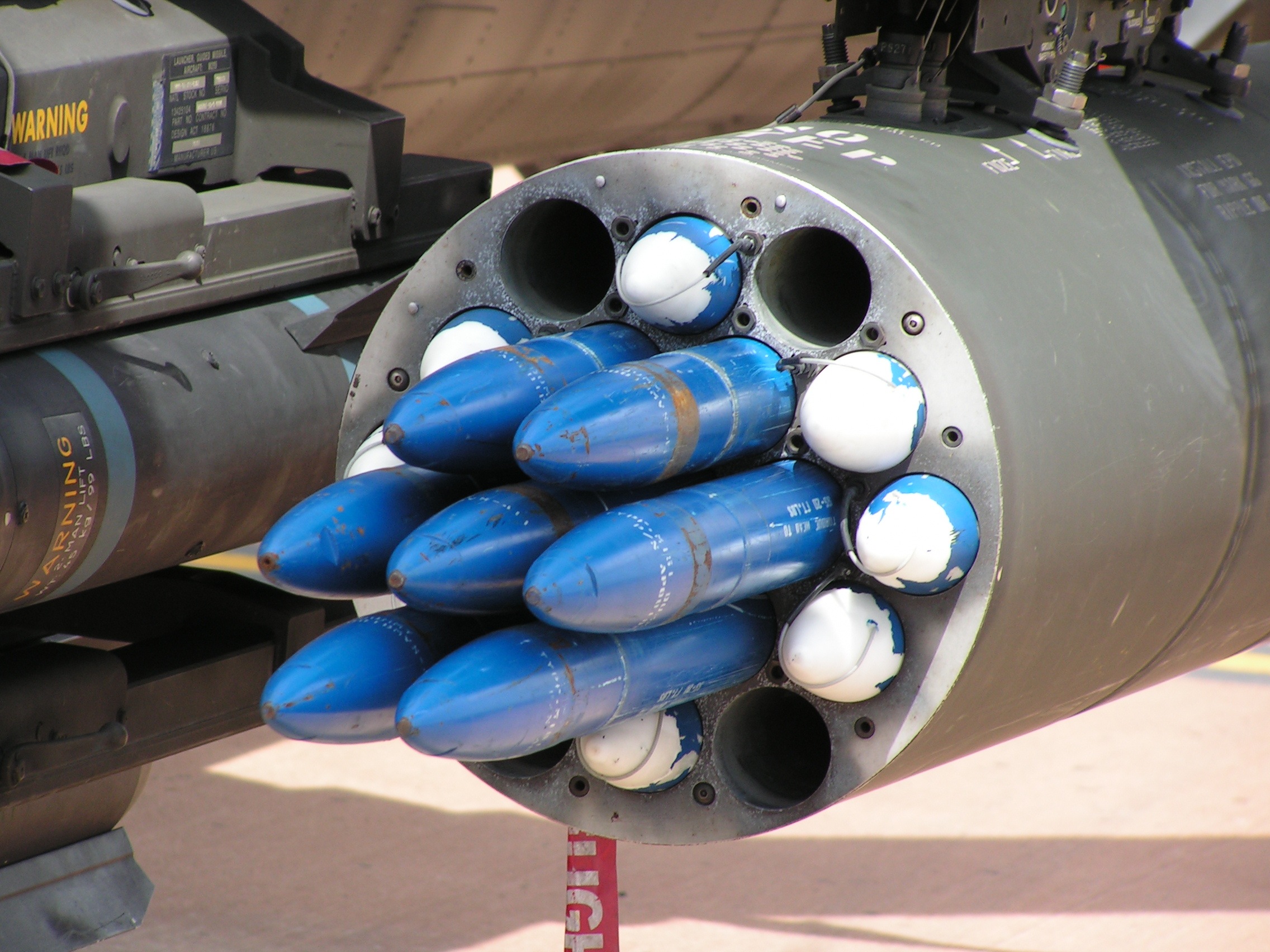
Roquettes Hydra-70 dans un lanceur M261 à 19 tubes équipant un hélicoptère d'attaque AH-64 Apache néerlandais.

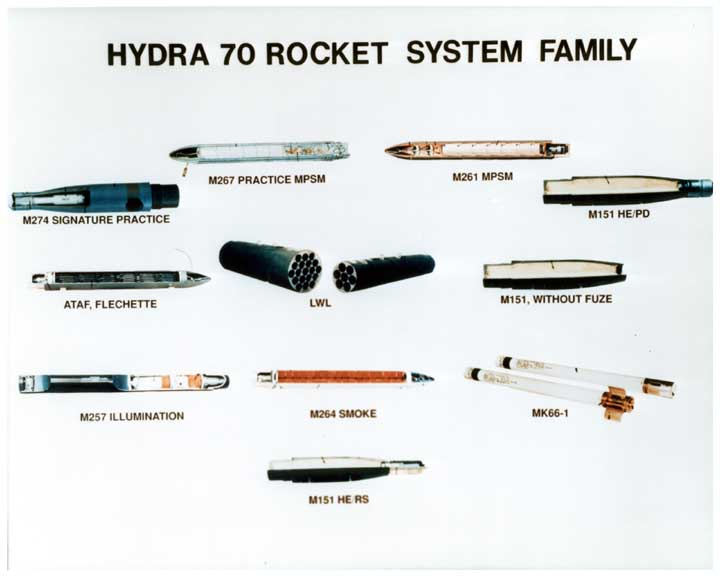
Roquettes de la famille Hydra-70 dans les années 1970

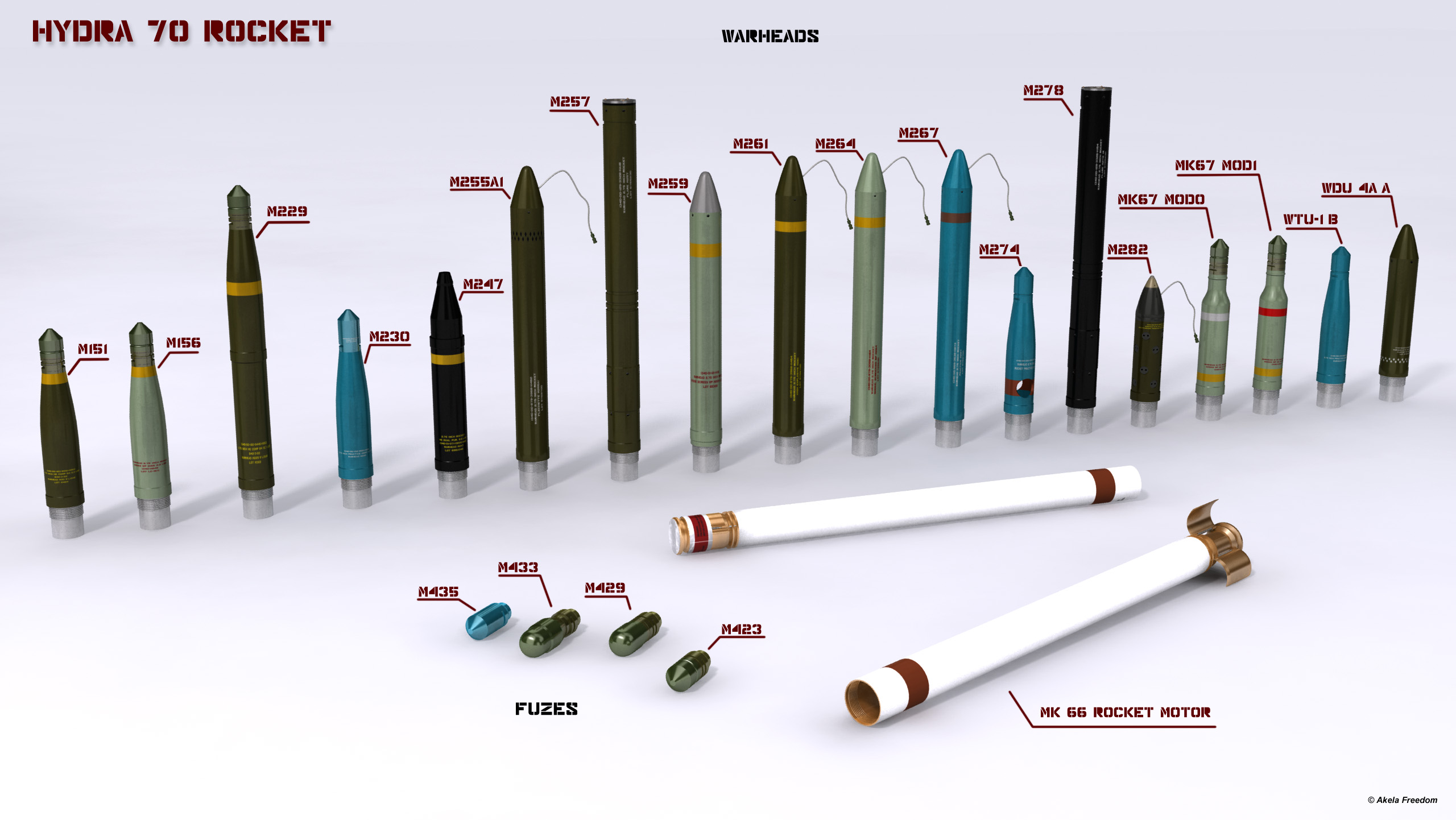
Infographie des roquettes de la famille Hydra-70 dans les années 2010

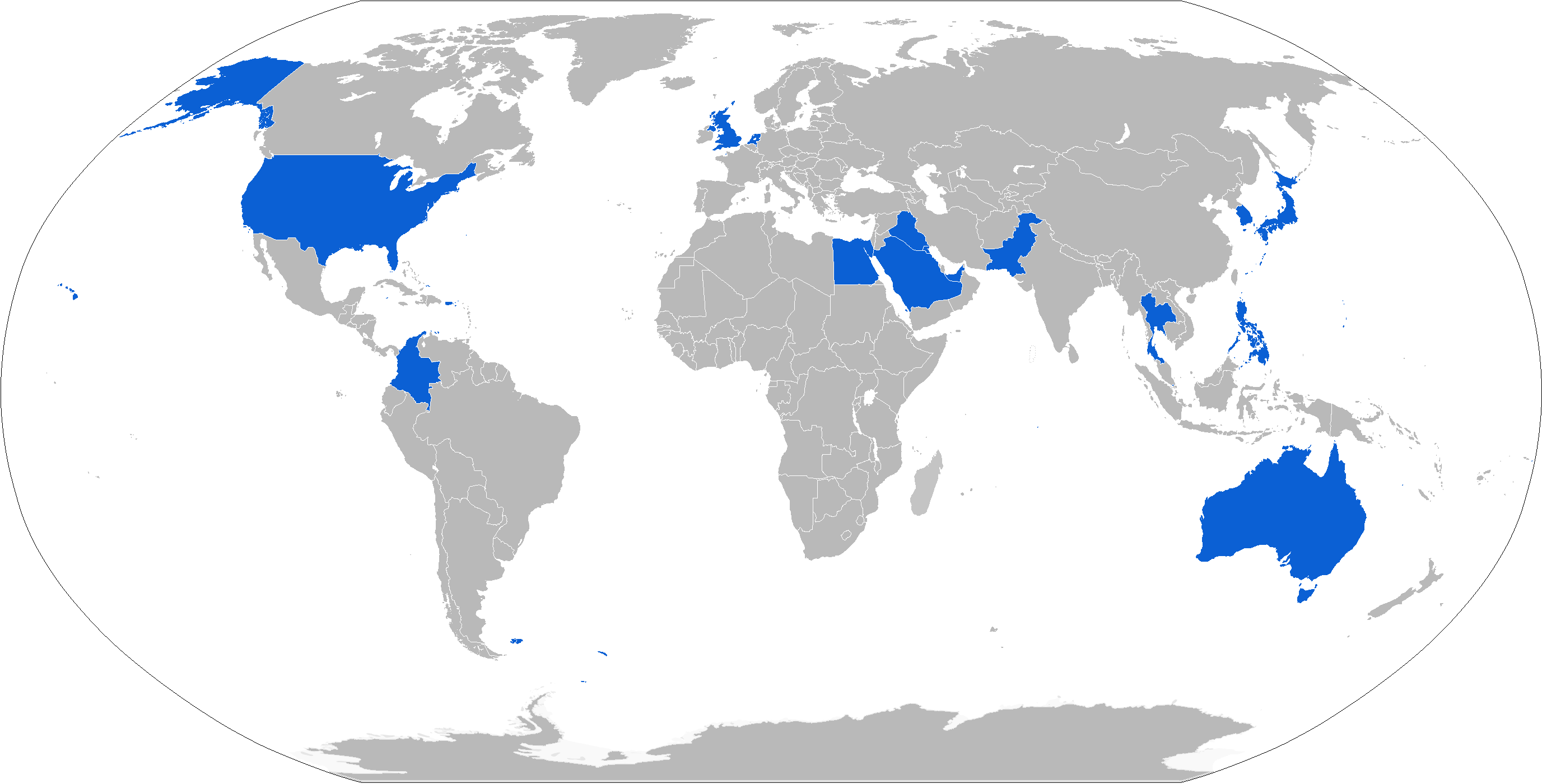
Opérateurs

La roquette Hydra-70 est une arme américaine dérivée du Mk 4/Mk 40 Folding-Fin Aerial Rocket ("Mighty Mouse") développée par l'United States Navy à la fin des années 1940. Il s'agit d'une arme air-sol lancée depuis une vaste gamme d'avions ou d'hélicoptères en service depuis les années 1960 à l'aide d'un lance-roquettes multiple adapté à l'aviation. Elle est actuellement produite par General Dynamics qui en a construit plus de cinq millions entre 1996 et 2014. 
De nombreuses versions de cette munition ont été créées au fil du temps.

## Description
La gamme de cette famille de roquettes d'un diamètre de 70 mm (2,75 pouces) de large : 
La roquette utilise un moteur MK66 (en 2012, il s'agit d'un MK66 MOD 4 de 106 cm de long et d'une masse de 6,2 kg) et comprend 9 charges utiles en service en 2012 d'une masse allant de 3,9 à 7,7 kg et d'une longueur allant de 41,2 à 73,9 cm. 
19 charges ont été développées au cours de sa carrière. Elle est tirée depuis des paniers de 7 ou 19 roquettes.
Sa portée est de 300 à 8 000 mètres et elle se déplace à plus de 700 m/s.
On développe à partir de 2008 un missile à guidage laser à bas coût. Le Advanced Precision Kill Weapon System (en), reprenant les composants de cette roquette, en service à partir de 2012, est un kit conçu par BAE Systems.

## Utilisateurs

### Utilisateurs actuels
- Afghanistan
- Arabie saoudite
- Australie
- Corée du Sud
- Croatie
- Égypte
- Émirats arabes unis
- États-Unis
- Grèce
- Inde
- Irak
- Indonésie
- Koweït
- Liban
- Pakistan
- Pays-Bas
- Philippines
- Royaume-Uni
- Taïwan
- Thaïlande
- Ukraine (don le 2 mai 2023)